# Grand Paris Express

Das geplante Netz des Grand Paris Express (ohne Linie 19)

Der Grand Paris Express ist ein mit Zeithorizont 2030 geplantes, seit 2016 in Bau befindliches und aus sechs fahrerlosen U-Bahn-Linien bestehendes Verkehrsnetz im Großraum Paris, das das bestehende U-Bahnnetz ergänzt. Bisher besteht der Grand Paris Express aus den verlängerten und ansonsten bereits zuvor existierenden Métrolinien 11 und 14. Hinzu kommen die vier zukünftigen Linien 15, 16, 17 und 18, die derzeit auf bereits festgelegter Trasse eingerichtet werden. 2023 wurden Planungen für eine weitere Linie, Nummer 19 bekannt, die voraussichtlich bis 2040 fertiggestellt wird. Das geplante Netz wird auch als supermétro automatique régional (regionale automatische Super-U-Bahn) bezeichnet. Durch den Bau des Grand Paris Express wird sich die Größe des Pariser Métronetzes, das mit 220 Kilometern das viertgrößte in Europa nach Moskau, London und Madrid ist, verdoppeln und damit die London Underground übertreffen.

## Überblick
Der Grand Paris Express ist eines von zehn Projekten, die im Rahmen des Projektes Grand Paris das Ballungsgebiet der französischen Hauptstadt zu einer Metropolregion ähnlich dem Greater London entwickeln sollen. Am 26. Januar 2011 wurde der Grand Paris Express durch eine Übereinkunft des Regionalparlamentes der Île-de-France (Conseil régional d'Île-de-France) und der Französischen Republik auf den Weg gebracht.
Anders als die Métro Paris soll das Netz weniger die Stadt als das Umland, also Teile der Region Île-de-France, besser erschließen.
Das neue Netz des Grand Paris Express soll eine Länge von 200 Kilometern und 68 Stationen aufweisen und unter Federführung der Société du Grand Paris (SGP) sowie des Syndicat des transports d’Île-de-France (STIF) realisiert werden und ist in die Bauphase eingetreten. Das notwendige Finanzvolumen wird auf 28 bis 35 Milliarden Euro geschätzt.
In 75 % aller Bahnhöfe der Linien 14 bis 18 wird es eine Umsteigemöglichkeit zu einem anderen hochwertigen Nahverkehrsmittel der Region (Métro, Transilien, RER, Straßenbahnen oder Busway-Linien mit eigenen Fahrspuren) geben.
Drei Viertel der Neubaustrecken werden im Tunnel verlaufen: Tunnelröhren von zehn Meter Durchmesser werden zwei Gleise aufnehmen und in durchschnittlich 30 Metern Tiefe verlegt. Die ersten Bauarbeiten des Grand Paris Express begannen am 4. Juni 2016 auf dem Gelände des zukünftigen Bahnhofs Fort d’Issy-Vanves-Clamart, ein Jahr nach dem Beginn der Vorarbeiten.
Ergänzend zu diesen Projekten des Grand Paris Express wird der Métrobetreiber RATP aus anderen Finanzhaushalten seine Linie 4 um zwei Stationen nach Süden bis Bagneux (Hauts-de-Seine) und die Linie 12 um zwei Stationen nach Norden bis Mairie d’Aubervilliers erweitern, sodass zwei weitere Verknüpfungen mit der Linie 15 entstehen.

## Die geplanten Strecken

### Linie 11
Die Linie 11 der Pariser Métro soll in östlicher Richtung in zwei Etappen verlängert werden. Als erster Teil entstand die Verlängerung Mairie des Lilas – Rosny-Bois-Perrier, die im Juni 2024 in Betrieb genommen wurde. Es werden neue Fahrzeuge des Typs MP 14 eingesetzt, doch wird die Linie zunächst nicht auf fahrerlosen Betrieb umgestellt. Für einen zweiten Bauabschnitt, der zehn Kilometer langen Teilstrecke von Rosny-Bois-Perrier bis Noisy-Champs, war die Finanzierung im Jahr 2023 noch nicht gesichert.

### Linie 14
Die bereits bestehende fahrerlose Linie 14 der Pariser Métro ist die erste komplett fertiggestellte Linie des Grand Paris Express. Um als Nord-Süd-Durchmesserlinie des Systems fungieren zu können, wurde sie im Süden bis zum Flughafen Orly und im Norden bis zum zukünftigen Knotenpunkt Saint-Denis Pleyel verlängert, wo sie mit den Linien 15, 16 und 17 verknüpft wird. Eine erste Verlängerung nach Norden von Saint Lazare über Pont Cardinet, Porte de Clichy und Clichy – Saint-Ouen nach Mairie de Saint-Ouen wurde im Dezember 2020 eröffnet. Der anschließende Bauabschnitt nach Saint-Denis Pleyel sowie die Abzweigung zu einem Betriebshof wurde ebenso wie die Verlängerung durch die Gemeinden Le Kremlin-Bicêtre, Villejuif, Chevilly-Larue, Rungis und Paray-Vieille-Poste zum Flughafen Orly im Juni 2024 in Betrieb genommen.
Die Linien 11 und 14 binden die vier neu entstehenden Umlandlinien 15 bis 18 an das Pariser Metronetz an.

Die Linie 15 wird Paris außerhalb der Stadtgrenzen umrunden.

### Linie 15
Die Linie 15 der Pariser Métro ist eine zukünftige vollständig unterirdisch verlaufende Ringlinie, die Paris außerhalb der Stadtgrenzen umrunden wird. Die größte Annäherung an diese findet im Bereich des Bahnhofes La Défense statt. Die Fertigstellung der 75 km langen Gesamtstrecke mit 36 Stationen und 19 bedienten Gemeinden ist für 2030 vorgesehen. Die Taktung in der Hauptverkehrszeit soll dank vollautomatischen Betriebs bei zwei Minuten liegen. Für Planung und Bau ist die Gesamtstrecke in drei Teilstrecken gegliedert:

#### Linie 15 Süd
Dieser in Bau befindliche 33 Kilometer lange Streckenabschnitt wird den Bahnhof Noisy-Champs im Département Seine-et-Marne mit der westlichen Endstation der Linie 9, nämlich Pont-de-Sèvres verbinden. Auf diesem Abschnitt liegen 16 Stationen. Im Einzugsbereich der Strecke wohnen, verteilt auf 22 Gemeinden, mehr als eine Million Menschen.
Nach voraussichtlicher Inbetriebnahme Ende 2025 werden täglich bis zu 300.000 Fahrgäste erwartet. Die Tiefbauarbeiten begannen 2015 mit dem Bau des Bahnhofs Fort d’Issy-Vanves-Clamart. Der Abschnitt wurde in mehrere Ausschreibungen unterteilt, sodass dort fünf Tunnelbohrmaschinen gleichzeitig arbeiten konnten. Von April 2018 bis zum 20. Dezember 2021 wurden die Tunnel vorgetrieben.

Südabschnitt der Linie 15: An fast allen Stationen ist ein Umsteigen zu anderen Schienenverkehrsmitteln möglich.

#### Linie 15 West
Dieses 20 Kilometer lange Teilstück verbindet elf Stationen miteinander. Es beginnt im Süden mit dem Bahnhof Pont-de-Sèvres und endet im Norden im Bahnhof Saint-Denis-Pleyel. Eine Fahrt dauert etwa 24 Minuten.
Die Strecke sollte abschnittsweise in Betrieb genommen werden: zwischen Pont-de-Sèvres und Nanterre im Jahr 2025 und zwischen Nanterre und Saint-Denis Pleyel im Jahr 2027. Inzwischen wird mit einer Eröffnung im Jahr 2030 gerechnet.

#### Linie 15 Ost
Züge werden auf diesem Teilstück in 26-minütigen Fahrten mithilfe von zwölf Stationen zwölf Gemeinden bedienen.
Auch hier ist eine Inbetriebnahme in Teilabschnitten vorgesehen: zwischen Saint-Denis-Pleyel und Rosny-Bois-Perrier im Jahr 2025 und zwischen diesem und Champigny-Centre im Jahr 2030. Einer der wichtigsten Knoten wird hier der Bahnhof Val de Fontenay werden mit Anschlüssen an die bestehenden RER-Linien RER A und RER E, die Straßenbahn T1 und die Métrolinie 1, die bis zu dieser Station bis 2017 bzw. 2025 verlängert werden sollen.

#### Fahrzeuge

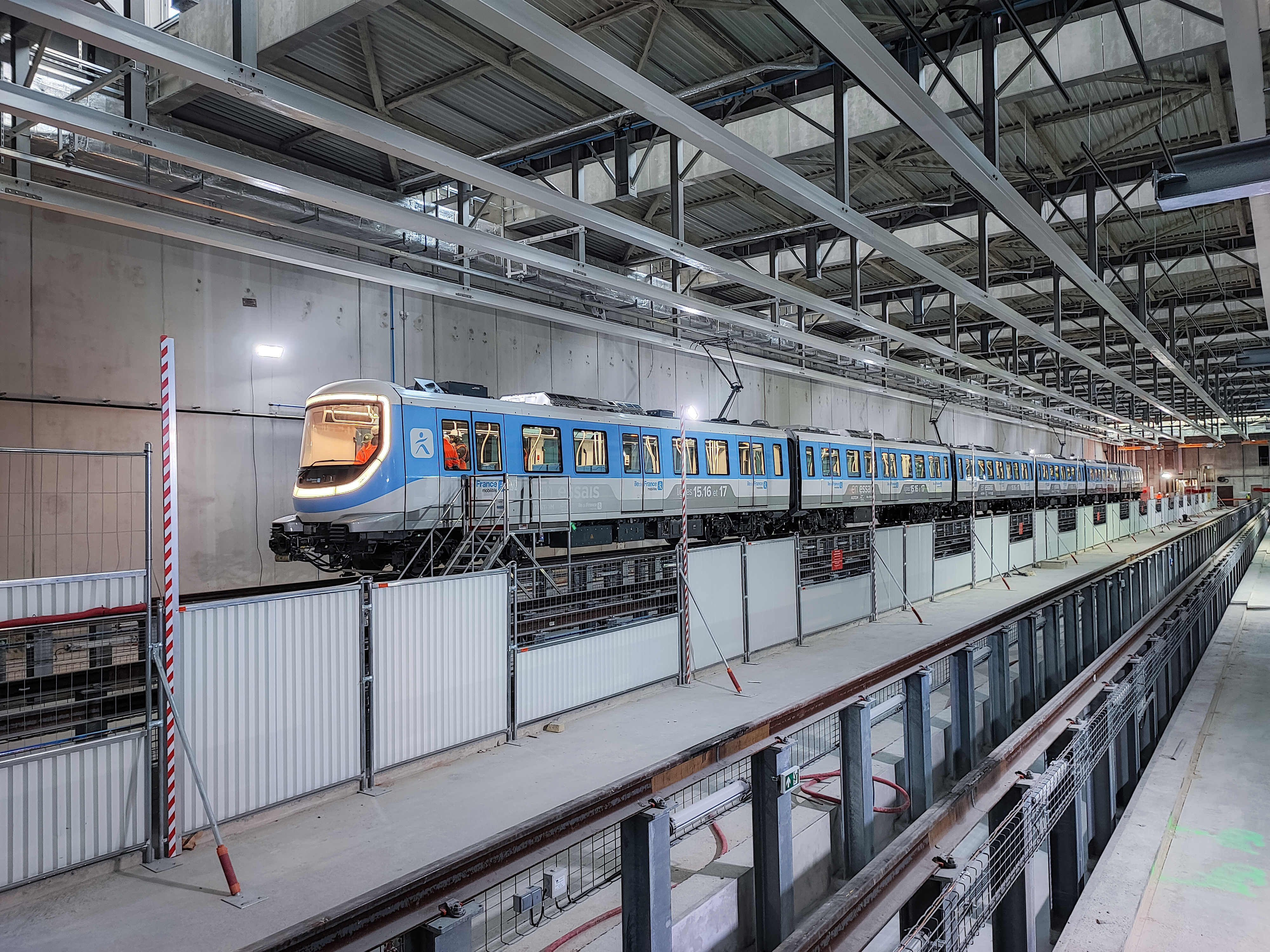
MR6V-Sechswagenzug für die Linie 15

Auf der Linie 15 werden führerlose Züge mit Stahlrädern eingesetzt werden. Der Auftrag für die Lieferung der Züge wurde 2018 an Alstom erteilt. Die Züge sind 108 Meter lang und bestehen aus sechs 18 Meter langen Wagen. Bei einer Wagenkastenbreite von 2,8 m (vergleichbar mit den Abmessungen der RER-Züge) wird eine Kapazität von 1000 Personen pro Zug erreicht; ca. 20 % der Fahrgäste finden auf Sitzen Platz. Alstom entwickelte die Züge auf Basis der Metropolis-Plattform und präsentierte 2020 ein Vorführmodell des künftigen Zuges und seiner Innenausstattung. Der erste fertiggestellte Zug rollte 2023 auf der Linie 15 Süd.
Die Streckenkapazität wird zur morgendlichen Hauptverkehrszeit auf 34.560 Reisende pro Stunde festgelegt. Die maximale Geschwindigkeit liegt bei 120 km/h, daraus lässt sich eine Reisegeschwindigkeit von 55 bis 60 km/h ableiten, so dass eine Fahrt rund um Paris ca. 80 Minuten dauern wird. Die Energiezufuhr erfolgt über eine Oberleitung mit 1500 Volt Gleichstrom. Die beim Bremsen freiwerdende kinetische Energie kann gespeichert bzw. ins Netz rückgespeist werden. Zu den Hauptverkehrszeiten sollen die Züge im Zweiminutentakt fahren.

### Linie 16

#### Strecke
Die Linie 16 der Pariser Métro verbindet in weitem Bogen den Norden von Paris (Verknüpfung mit dem Endpunkt der Linie 14) mit dem Osten. Sie soll Noisy-Champs mit Saint-Denis-Pleyel verbinden. Zwischenstationen werden Le Bourget-RER, Aulnay-sous-Bois, Clichy-Montfermeil und Chelles sein. Die Linie wird etwa 25 Kilometer lang sein und mit der Linie 17 die 5,5 km lange Teilstrecke Saint-Denis Pleyel – Le Bourget gemeinsam haben. Es ist beabsichtigt, den Osten des Départements Seine-Saint-Denis verkehrstechnisch besser zu erschließen. Die Linie kreuzt auch alle Radialstrecken von Paris in das Département Seine-et-Marne: Die RER-Strecken A, B und E, sowie auch verschiedene Strecken des Transilien.
Die Inbetriebnahme der Strecke – zunächst zwischen Saint Denis und Clichy-Montfermeil – ist für das Jahr 2026 vorgesehen. Für die Inbetriebnahme der Gesamtstrecke wird 2028 als Zieldatum genannt.

#### Fahrzeuge
Es werden Züge ähnlich denen der Linie 15 zum Einsatz kommen: auf Stahlrädern und mit Energierückgewinnung, Wagenkastenbreite ca. 2,8 m. Aus je drei Wagen werden 54 m lange Züge mit einer Kapazität von 500 Fahrgästen je Zug gebildet. Die Höchstgeschwindigkeit der Züge wird 120 km/h betragen, und es wird eine mittlere Reisegeschwindigkeit von 65 km/h erwartet.
In der morgendlichen Hauptverkehrszeit wäre eine Zugfolge im Abstand von drei bis vier Minuten möglich.

### Linie 17

#### Strecke
Die Linie 17 der Pariser Métro hat den 5,5 km langen Abschnitt Saint-Denis-Pleyel – Le Bourget RER mit der Linie 16 gemeinsam. Anschließend bedient die Linie den Flughafen Le Bourget, das Gewerbegebiet Triangle der Gonesse, das Messezentrum Parc des Expositions de Villepinte sowie die Terminals T2 und T4 des Flughafens Charles de Gaulle. Endstation wird Le Mesnil-Amelot. Insgesamt wird die Strecke 27 Kilometer lang.
Auf der Strecke entstehen neun Stationen, fünf davon bieten Umsteigemöglichkeiten zum RER-Netz bzw. zu anderen Linien des Grand Paris Express.
Die Linie 17 verknüpft dadurch die Gemeinden Le Bourget, Gonesse und Roissy mit dem Verdichtungsraum um Saint-Denis, die so genannte Plaine Saint-Denis. Die Strecke wird im Wesentlichen im Tunnel geführt, mit Ausnahme des Abschnitts zwischen Triangle de Gonesse und der Einfahrt in die Untertunnelung des Flughafens Charles de Gaulle.
Die Eröffnung der Linie ist in drei Schritten geplant:
- Ende 2026: von Saint-Denis Pleyel nach Le Bourget – Aéroport
- Ende 2028: von Le Bourget – Aéroport zum Parc des Expositions,
- Ende 2030: vom Parc des Expositions nach Le Mesnil – Amelot.

#### Fahrzeuge
Da die Linie 17 ein gemeinsames Teilstück und das Wartungsdepot mit der Linie 16 teilt, werden auf beiden Linien gleiche Fahrzeuge zum Einsatz kommen.

### Linie 18
Die Linie 18 der Pariser Métro wird weit außerhalb der Kernstadt im Südwesten von Paris verlaufen. Sie schafft im Endausbau eine rund 50 Kilometer lange Verbindung von Nanterre über Versailles zum Flughafen Orly. Da ein schwächeres Verkehrsaufkommen als auf den anderen Linien erwartet wird, wird sie weniger leistungsfähig geplant.
Zeitplan:
Abschnitt Massy-Palaiseau – CEA Saint-Aubin: 2026
Abschnitt Massy-Palaiseau – Flughafen Orly: 2027
Abschnitt CEA Saint-Aubin – Versailles Chantiers: 2030

#### Fahrzeuge
Alstom wird bis zu 37 vollautomatische Züge liefern. Die Fahrzeuge können etwa 500 Fahrgäste (davon 54 auf Sitzen) mit maximal 100 km/h befördern. Jeder Wagen wird drei Türen pro Seite aufweisen.

### Linie 19
Wegen der schlechten Anbindung an das Département Val-d’Oise kam von dort Kritik am Projekt des Grand Paris Express. Als Reaktion gab die Präsidentin der Region Île-de-France, Valérie Pécresse, am 3. April 2023 die Aufnahme einer zusätzlichen Linie 19 in dessen Planungen bekannt. Sie wurde am 22. November 2023 offiziell angekündigt.

#### Strecke
Die notwendige Neubautrasse soll vom zukünftigen Bahnhof der Linie 15 Nanterre-La Folie im Westen des Geschäftsviertels La Défense zum zukünftigen Bahnhof der Linie 17 Triangle de Gonesse führen. Die im Detail noch festzulegende 25 bis 30 Kilometer lange Trasse deutlich nördlich der bisher in Bau befindlichen Linien soll mit neun bis elf Stationen die Wohngebiete des Départements Val-d’Oise, insbesondere Argenteuil, Val Parisis, Plaine Vallée, Roissy-en-France und Garges-lès-Gonesse anbinden.
Über ihre Neubautrasse hinaus soll sie westlich gemeinsam mit der Linie 15 zum Bahnhof La Défense und östlich zum Flughafen Paris-Charles-de-Gaulle zusammen mit der Linie 17 verkehren.

#### Fahrzeuge
Wie auch auf den Linien 15 bis 17 sollen rund 54 Meter lange Zuggarnituren mit einer Kapazität von etwa 500 Passagieren zum Einsatz kommen.

## Bauphase
In der Bauphase werden für die Tunnelarbeiten unter anderem 21 Maschinen des deutschen Herstellers Herrenknecht verwendet. Ebenfalls wird vom gleichen Hersteller eine Schachtabsenkanlage für den Bau von acht Belüftungs- bzw. Rettungsschächten verwendet.